# Mesoeurytoma cariniceps
Mesoeurytoma cariniceps är en stekelart som beskrevs av Cameron 1911. Mesoeurytoma cariniceps ingår i släktet Mesoeurytoma och familjen kragglanssteklar. Inga underarter finns listade i Catalogue of Life.